# Karmin
Karmin là một bộ đôi nhạc pop người Mỹ bao gồm Amy Heidemann (sinh 29 tháng 4 năm 1986) và Nick "Louis" Noonan (sinh 27 tháng 4 năm 1986). Họ được biết đến một phần là nhờ ca khúc "Brokenhearted", nó đã lọt vào top 20 bảng xếp hạng ở Mỹ, và top 10 ở Úc, New Zealand và Anh. Bộ đôi còn được biết đến qua việc hát lại các ca khúc nổi tiếng như "Look at Me Now của Chris Brown, "Super Bass" của Nicki Minaj. Ca khúc "Take It Away" của Karmin còn được chọn để quáng bá cho giải bóng rổ 2011 NBA Finals.

## Tiểu sử
Amy Heidemann và Nick Noonan gặp nhau khi đang tham dự Berklee College of Music tại Boston. Heidemann đã tốt nghiệp trường Trung học Seward ở Nebraska, còn Noonan thì đã tốt nghiệp trường Trung học Old Town ở Maine, nơi anh đã từng là thành viên trong một ban nhạc hòa tấu. Họ phát hành EP đầu tiên, Inside Out, vào tháng 5 năm 2010.
Bộ đôi được biết đến nhiều hơn từ khi xuất hiện trên chương trình The Ellen DeGeneres Show, và sau đó là nhờ trang YouTube của họ lúc đó, với hơn 200 triệu lượt xem.

## Danh sách đĩa nhạc

### Đĩa mở rộng
| Tên                  | Chi tiết                                                                         | Vị trí xếp hạng cao nhất | Vị trí xếp hạng cao nhất | Doanh số    |
| Tên                  | Chi tiết                                                                         | Mỹ                       | Canada                   | Doanh số    |
| -------------------- | -------------------------------------------------------------------------------- | ------------------------ | ------------------------ | ----------- |
| Inside Out           | - Phát hành: 10 tháng 5 năm 2010 - Hãng đĩa: P.I.C. - Định dạng: EP, tải nhạc số | —                        | —                        |             |
| The Winslow Sessions | - Phát hành: 16 tháng 2 năm 2011 - Hãng đĩa: P.I.C. - Định dạng: EP, tải nhạc số | —                        | —                        |             |
| Hello                | - Phát hành: 4 tháng 5 năm 2012 - Hãng đĩa: Epic - Định dạng: EP, tải nhạc số    | 18                       | 33                       | Mỹ: 19,000+ |

### Album khác
| Tên                   | Chi tiết |
| --------------------- | --- |
| Karmin Covers, Vol. 1 | - Phát hành: 24 tháng 5 năm 2011 - Hãng đĩa: Karmin Music/The Complex Music Group - Định dạng: tải kĩ thuật số |

### Đĩa đơn
| Năm                                                              | Đỉa đơn            | Vị trí xếp hạng cao nhất | Vị trí xếp hạng cao nhất | Vị trí xếp hạng cao nhất | Vị trí xếp hạng cao nhất | Vị trí xếp hạng cao nhất | Vị trí xếp hạng cao nhất | Vị trí xếp hạng cao nhất | Vị trí xếp hạng cao nhất | Vị trí xếp hạng cao nhất | Chứng nhận (sales thresholds)                                 | Album             |
| Năm                                                              | Đỉa đơn            | US                       | US Dance                 | US Pop                   | AUS                      | BEL (Vl)                 | CAN                      | IRL                      | NZ                       | UK                       | Chứng nhận (sales thresholds)                                 | Album             |
| ---------------------------------------------------------------- | ------------------ | ------------------------ | ------------------------ | ------------------------ | ------------------------ | ------------------------ | ------------------------ | ------------------------ | ------------------------ | ------------------------ | ------------------------------------------------------------- | ----------------- |
| 2011                                                             | "Take It Away"     | —                        | —                        | —                        | —                        | —                        | —                        | —                        | —                        | —                        |                                                               | Non-album singles |
| 2011                                                             | "Crash Your Party" | —                        | —                        | 36                       | —                        | —                        | —                        | —                        | —                        | —                        |                                                               | Non-album singles |
| 2012                                                             | "Brokenhearted"    | 16                       | 1                        | 10                       | 9                        | 61                       | 19                       | 40                       | 5                        | 6                        | - AUS: Platinum - CAN: Platinum - NZ: Platinum - US: Platinum | Hello             |
| 2012                                                             | "Hello"            | 62                       | 1                        | 16                       | 72                       | —                        | 72                       | —                        | 21                       | —                        |                                                               | Hello             |
| 2013                                                             | "Acapella"         | 72                       | —                        | 34                       | 4                        | —                        | 64                       | —                        | 9                        | —                        | - AUS: 3x Platinum - CAN: Gold - NZ: Gold - US: Gold          | Pulses            |
| 2014                                                             | "I Want It All"    | —                        | —                        | 39                       | —                        | —                        | —                        | —                        | —                        | —                        |                                                               | Pulses            |
| "—" Đĩa đơn không phát hành hoặc không xếp hạng tại quốc gia đó. |                    |                          |                          |                          |                          |                          |                          |                          |                          |                          |                                                               |                   |

## Tên
Tên của ban nhạc xuất phát từ carmen trong tiếng Latin, có nghĩa là "bài hát".

## Giải thưởng và đề cử
| Năm  | Đề cử  | Lễ trao giải         | Hạng mục          | Kết quả   |
| ---- | ------ | -------------------- | ----------------- | --------- |
| 2011 | Karmin | American Music Award | New Media Honoree | Đoạt giải |
| 2012 | Karmin | MTV O Music Awards   | Web Born Star     | Đoạt giải |
| 2012 | Karmin | Teen Choice Awards   | Breakout Group    | Đề cử     |
| 2012 | Karmin | Teen Choice Awards   | Web Star          | Đề cử     |

## Liên kết khác
- Website chính thức
- Kênh Karmin trên YouTube
- Kênh Karmin trên YouTube
- Kênh Karmin trên YouTube
- Live unplugged performance & interview